# Stjepan Šulek
Stjepan Šulek (5 août 1914 - mort à Zagreb le 16 janvier 1986) est un compositeur et chef d'orchestre croate.

## Biographie
Né à Zagreb en 1914, Šulek commença très jeune ses études musicales avec le piano, le violon et la composition musicale. En 1936, il obtint son diplôme de l'Académie de musique de Zagreb. Jusqu'en 1952, Šulek donna divers récitals comme soliste au violon. De 1936 à 1938, il fut également premier violon du quatuor à cordes de Zagreb. Il fut également membre du trio Maček-Šulek-Janigro de 1939 à 1945. Šulek commença à enseigner le violon au Conservatoire de Zagreb en 1939, la composition à partir de 1948 et l'orchestration en 1953.
Šulek devint membre de l'Académie croate des arts et sciences en 1948 et membre officiel et secrétaire du Département de musique en 1954. De 1958 à 1964, il dirigea l'orchestre de chambre et l'orchestre symphonique de la radio-télévision de Zagreb.
Il mourut à Zagreb en 1986.
Šulek occupe une place essentielle dans l'histoire de la musique croate. Il met l'accent sur la qualité de la forme, la densité du contenu, la richesse de l'orchestration, la compréhension des modèles classiques. La musique de Šulek est foncièrement tonale, bien
qu'affectionnant les glissements chromatiques qui contribuent à la rendre instantanément reconnaissable et ne conservant pas toujours l'unité de tonalité classique. Paradoxalement peut-être, ce traditionalisme va à l'encontre de l'idéologie officielle basée sur le "réalisme socialiste", en ce qu'il refuse toute démagogie simpliste et ne s'inspire absolument pas du folklore national. D'une certaine manière, il semble même évoluer à contre-courant de l'Histoire dans sa dernière période, les références à Bruckner, Richard Strauss, P.I.Tchaïkovsky s'y faisant de plus en plus explicites, par exemple dans la symphonie no 8.

## Œuvres

### Opéras
- Koriolan (Coriolan, 1953-7)
- Oluja (La Tempête, 1969)

### Cantates
- Zadjni Adam (Le dernier Adam, 1964)

### Ballets
- De Veritate (1977)

### Symphonies
- Symphonie nº 1 (1942-4)
- Symphonie nº 2 "Eroica" (1944-6)
- Symphonie nº 3 (1945-8)
- Symphonie nº 4 (1953-4)
- Symphonie nº 5 (1964)
- Symphonie nº 6 (1966)
- Symphonie nº 7 (1979)
- Symphonie nº 8 (1981)

### Concertos
- Concerto pour piano nº 1 (1948-9)
- Concerto pour piano nº 2 (1952)
- Concerto pour piano nº 3 (1970)
- Concerto pour violoncelle (1949)
- Concerto pour violon (1951)
- Concerto pour basson (1958)
- Concerto pour alto (1959)
- Concerto pour clarinette (1967)
- Concerto pour cor (1972)
- Concerto pour orgue "Memento" (1974)

### Concertos "classiques"
- Concerto classique nº 1 pour orchestre (1944)
- Concerto classique nº 2 pour cordes "à la liberté de conscience et d'opinion" (1952)
- Concerto classique nº 3 pour cordes (1957)
- Concerto classique nº 4 pour orchestre (1983)

### Autres œuvres pour orchestre
- Deux interludes, d'après l'opéra "Coriolan" (1957)
- Scientiae et arti, prologue solennel (1966)
- Epitaf jednoj izgubljenoj iluziji (Epitaphe pour une illusion perdue, 1971)
- Runke (1972)

### Sonatespour piano
- Sonate pour piano nº 1 (1947)
- Sonate pour piano nº 2 (1978)
- Sonate pour piano nº 3 (1980)

### Pièces pourpiano
- Trois préludes (1942)
- Muzika za mališane (Musique pour les enfants, 1946)
- Malo pa ništa (Presque rien, 1971)
- S.O.S. : trois études de concert (1971)

### Pièce pourorgue
- Triptih, Dona nobis pacem... (triptyque, 1982)

### Pièce pourguitare
- Tri trubadurske (Trois pièces de troubadour, 1983)
  - I. Mélancolie
  - II. Sonnet
  - III. Célébration

### Sonates pour instrument et piano
- Sonate pour violon et piano (1972)
- Sonate pour trombone et piano "Vox Gabrieli" (1973)
- Sonate pour violoncelle et piano (1975)
- Sonate pour trompette et piano (1982)

### Quatuors à cordes
- Cycle de cinq quatuors à cordes "Moje djetinjstvo" (Mon enfance, 1984-5)

### Autremusique de chambre
- Sextuor (1957)
- Trois études pour violon et piano (1979)

### Pièce pourchœur
- Bašćanska ploča (La pierre [tablette] de Baška, 1980)

### Cycles de mélodies
- Pjesma mrtvog pjesnika (Chant du poète mort, 1970)
- Strah (Peur, 1975)